# Plaer
El plaer és la sensació agradable que experimenta un subjecte quan satisfà una necessitat, sigui física o psíquica. L'hedonisme és l'estil de vida basat en la recerca constant del plaer. És el contrari del sacrifici o del patiment.

## Tipus de plaer
El plaer físic està associat amb els instints i els sentits. Així dona plaer el sexe, les carícies, menjar un aliment ben cuinat o beure quan es té set. Tradicionalment ha estat considerat el plaer més baix i quan es parla d'hedonisme en sentit despectiu, acostuma a referir-se a la gent que només busca satisfer aquest tipus de plaer, també anomenats plaers superficials o primaris. La religió ho considera fins i tot un vici, ja que suposa cedir al cos i no a l'ànima. Per això els pecats cristians sovint estan en relació amb aquest plaer (com la luxúria o la gola).
El plaer emocional ve de la satisfacció de les necessitats d'afecte i admiració. És el plaer recomanat per Epicur, el qual pensava que l'amistat era la font de la felicitat. Un subtipus especial és el plaer lúdic, és a dir, la diversió, que ocorre en situacions de joc i lleure voluntari.
El plaer considerat més elevat és l'intel·lectual o espiritual ja des de les teories de Plató. S'activa en aprendre coses noves, contemplar obres artístiques o la bellesa, crear nous objectes o tenir experiències religioses. Suposa una certa transcendència, ja que el plaer ve donat pel sentiment d'anar més enllà dels propis límits, de créixer interiorment.
Normalment el plaer és el contrari del dolor però hi ha certes persones que obtenen satisfacció del dolor físic en pràctiques de sadomasoquisme.

## El plaer i l'organisme
Quan un individu sent plaer, el seu organisme allibera unes substàncies especials, com l'endorfina, l'oxitocina o la serotonina. Es poden buscar aquestes segregacions a través de la ingesta de productes químics, com les drogues.
Aquestes substàncies poden crear addicció, ja que la persona tendeix a repetir les situacions que les provoquen. Això explica que situacions que comencen com un plaer, com el joc o la beguda, puguin acabar esdevenint malaltisses quan la persona centra tota la vida en la seva pràctica compulsiva.
El plaer no s'acostuma a manifestar de manera aïllada, sinó juntament amb altres sentiments, com l'alegria o l'excitació.